# Apollonius Molon
Apollonius Molon (of simpelweg Molon, Oudgrieks: Ἀπολλώνιος ὁ Μόλων) was een Grieks redenaar die rond 70 v.Chr. van veel aanzien genoot.
Apollonius kwam uit de stad Alabanda, een plaats in Karië. Hij zelf was een leerling van Menecles. De thuisbasis voor Apollonius Molon vormde het eiland Rhodos. Twee keer bracht hij een bezoek aan Rome als ambassadeur van Rhodos. Zowel Marcus Tullius Cicero als Gaius Julius Caesar namen lessen bij Molon op Rhodos. Tevens had hij een grote reputatie in de Romeinse rechtbanken. Eén keer werd hem het voorrecht gegund om in het Grieks de Romeinse senaat toe te spreken, een voorrecht dat niet alle ambassadeurs werd gegeven. Molon schreef over Homerus en volgens Flavius Josephus ging Molon herhaaldelijk in de aanval tegen de Joden.